# Bouwmeesterbuurt (Almere)
De Bouwmeesterbuurt is een woonwijk in Almere Buiten, stadsdeel van de Nederlandse stad Almere. De Bouwmeesterbuurt is een wijk van "Almere Buiten", gebouwd eind jaren tachtig van de vorige eeuw (1986-1989). Op 1 januari 2023 telde de wijk 4.365 inwoners, verdeeld over 1.849 woningen, op een oppervlakte van 1,27 km².
De buurt grenst aan de Buitenring en de Tussenring en wordt omgeven door de Molenbuurt, Landgoederenbuurt, Centrum Buiten, Industrieterrein De Vaart en het Fanny Blankers Koen Sportpark. De straatnamen zijn vernoemd naar verschillende bouwmeesters, zoals Cornelis van Eesteren. De buurt is ruim opgezet met heel veel groen. De huizen zijn van verschillende bouwsoorten: voornamelijk eengezinswoningen, maar ook flats/appartementen, seniorenwoningen. Ook twee-onder-een-kap- en vrijstaande woningen zijn in de wijk te vinden.

## Groot onderhoud Bouwmeesterbuurt
Vanaf 2006 is de gemeente Almere in samenwerking met vooral woningcorporatie Ymere begonnen de Bouwmeesterbuurt te voorzien van groot onderhoud. De riolering wordt in de gehele buurt vervangen en alle wegen opnieuw bestraat en opgehoogd om polderverzakking tegen te gaan.
18 februari 2008 is het Bouwmeesterhuis aan het Van Eesterenplein feestelijk geopend door wethouder Smeeman. Het Bouwmeesterhuis is een ontmoetingsplek voor de wijk met activiteiten voor de bewoners.
Er komt nieuwbouw op het Van Eesterenplein (centraal gelegen in de wijk). Er wordt een woontoren gebouwd van 8 verdiepingen met seniorenwoningen, een sportzaal, een gezondheidscentrum (De Bouwmeester, nu aan de rand van de wijk gelegen) en tevens is er plaats ingeruimd voor Café en Snackbar Lucky, nu ook reeds gevestigd op het plein.
Het plein wordt autovrij gemaakt en voorzien van extra parkeerplaatsen en boulervard uitstraling groen, bestrating en verlichting. Tevens wordt het aantal en de grootte van de appartementen op het plein uitgebreid. De aanwezige winkels worden ook qua oppervlakte vergroot: supermarkt, slager, kapper, bloemenwinkel met postkantoor, en aparte pizzaria en shoarma zaken.

## Onderwijs
Peuterspeelzalen in de wijk:
- PSZ Ziezo
- PSZ Ieniemienie

Beide speelzalen zijn onderdeel van welzijnsorganisatie De Schoor
Basisscholen in de wijk:
- EBS De Oase (voorheen OBS De Manse)
- OBS = Openbare Basisschool Buiten
- OBS De Architect (fusie in 2012 van OBS De Piramide en OBS De Manse)
- Basisschool Leren met Plezier
- Katholieke Basisschool De Goede Herder (dependance)

Middelbare scholen in de wijk:
- Oostvaarderscollege (gelegen op "de driehoek" Bouwmeesterbuurt-Molenbuurt-Landgoederenbuurt): school voor VWO, Havo (met een VMBO-dependance verderop in Buiten nabij station Oostvaarders)

## Openbaar vervoer
Bouwmeesterbuurt wordt doorsneden door een busbaan en heeft daaraan twee bushaltes waar de volgende buslijn stopt:
- Bouwmeesterbuurt-West  M2
- Bouwmeesterbuurt-Oost  M2

### Metrobussen
| Lijn | Lijn        | Route                              | Via | Opmerkingen |
| ---- | ----------- | ---------------------------------- | --- | --- |
| M2   | Buitenmetro | Station Centrum - Stripheldenbuurt | Staatsliedenwijk, Waterwijk, Bouwmeesterbuurt, Molenbuurt, Station Buiten, Seizoenenbuurt, Oostvaardersbuurt, Station Oostvaarders, Sieradenbuurt | Rijdt tussen Station Almere Oostvaarders en Stripheldenbuurt in een lagere frequentie, rijdt bij Station Centrum verder als buslijn M1 . Rijdt in de op zaterdag 24 uur per dag op een deel van de route. |